# Dècim Juni Brutus (cònsol 77 aC)
Dècim Juni Brutus (en llatí: Decimus Iunius D. F. M. N. Brutus) va ser un magistrat romà del segle ii aC. Era fill de Dècim Juni Brut Galaic, i pertanyia a la família dels Juni Brutus, una branca plebea de la gens Júnia. El seu fill, Dècim Juni Brutus Albí, va ser un dels que participaren en l'assassinat de Juli Cèsar.
Va ser un membre destacat del partit aristocràtic, i ja de molt jove es va oposar activament al tribú Saturní. Va ser elegit cònsol l'any 77 aC amb Mamerc Lèpid com a col·lega. L'any 74 aC es va posicionar contra Verres en el seu judici. Ciceró diu que estava molt familiaritzat amb la literatura grega i romana.
La seva dona era Semprònia, una dama educada però llicenciosa que va participar en la conspiració de Catilina i va rebre els ambaixadors dels al·lòbroges a casa del seu marit quan era absent de Roma (63 aC), segons diu Sal·lusti.